# Quảng Thanh (xã)
Quảng Thanh là một xã thuộc huyện Quảng Trạch, tỉnh Quảng Bình, Việt Nam.
Xã Quảng Thanh có diện tích 3,87 km², dân số năm 2019 là 4.288 người, mật độ dân số đạt 1.108 người/km².